# Hágöngur (Sprengisandur)
Die Hágöngur sind Berge in der Nähe des Tungnafellsjökull im Sprengisandur im Hochland von Island. Die höchsten Gipfel sind Nyrðri- und Syðri-Háganga.

## Geographie
Es handelt sich um mehrere Berge, die etwa 25 km südlich von Nýidalur und südwestlich von Vonarskarð und Tungnafellsjökull entfernt liegen. Gleichzeitig befinden sie sich ca. 40 km nordöstlich des Stausees Þórisvatn. Bei ihnen ist ein Hochtemperaturgebiet, das zum Vulkansystem des Tungnafellsjökull gerechnet wird und teilweise unter dem Stausee Hágöngulón liegt.
In dem Gebiet befindet sich ein Zentralvulkan mit einem Durchmesser von 10 km. Die Rhyolithberge, die in einem Halbkreis stehen, lassen hier eine Caldera vermuten. Drei Hochtemperaturgebiete gehören zu diesem Vulkan, von denen inzwischen 2 unter dem Stausee Hágöngulón liegen. Das dritte liegt im Westen im Lavafelds Sveðjuhraun.
Die Firma Landsvirkjun hat hier Untersuchungen zur Nutzung der Erdwärme begonnen u. a. mittels eines Probebohrlochs.